# Susan Baker
Susan Baker, bürgerlicher Name Susanne Bäcker, (* 21. März 1946 in Wien) ist eine deutsche Tänzerin, Choreografin und Ballettschulleiterin.

## Leben
Baker wuchs mit ihrer Mutter in Leipzig auf. Ihr Vater war ein amerikanischer Besatzungssoldat in Wien. Sie besuchte die Staatliche Ballettschule Leipzig und wurde 1964 Solistin beim Deutschen Fernsehballett des DDR-Fernsehens, wo sie zwanzig Jahre lang in allen großen Unterhaltungsshows und bei Galas tanzte. Populär wurde sie mit Emöke Pöstenyi – mit der sie vor allem in den 1960er Jahren zwischen Ost-Berlin und Moskau als Tanz-Duo in Anlehnung an die westdeutschen Kessler-Zwillinge auftrat. Sie trat auch solistisch in Fernseh- und Kinofilmen der DEFA, wie Der Mann, der nach der Oma kam oder verschiedenen Fernsehfilmen, auf.
Ende 1984 kündigte sie ihr Soloengagement beim Fernsehballett und ging bis zur Wende 1989 mit dem „Susan Baker Tanztrio“ auf Tournee. Gemeinsam mit ihrem Ehemann Reinhard-Franz Praikow, langjähriger Tänzer am Friedrichstadt-Palast und beim Fernsehballett der DDR, bildete Baker wiederum ein Tanzduo, das bis zum Zerfall des Eisernen Vorhangs in der Deutschen Demokratischen Republik unterwegs war. Nach 1989 blieben die Engagements aus, 1991 gründeten beide eine Tanzschule.
2000 spielte sie unfreiwillig im Video Wadde hadde dudde da? – dem Beitrag von Stefan Raab für den Eurovision Song Contest 2000 – mit. Raab hatte Ausschnitte aus der populären DDR-Samstagabendshow Ein Kessel Buntes verwendet. Baker war Geschäftsführerin einer Tanzschule in Dallgow, Havelland. Sie lebt heute in Brandenburg an der Havel.

## Filmografie
- 1968: Rosen (Fernsehfilm)
- 1968: 12 Uhr mittags kommt der Boß
- 1971: Der Mann, der nach der Oma kam
- 1972: Liebe 2002
- 1974: Ein merkwürdiger Anschlag (Fernsehfilm)
- 1975: Das unsichtbare Visier (Fernsehserie, Folge Das Geheimnis der Masken)
- 1977: Max auf Reisen (Fernsehfilm)
- 1977: Das unsichtbare Visier (Fernsehserie, Folge Der Afrikaanse Broederbond 3)